# 沙尔肯巴赫
沙尔肯巴赫是德国莱茵兰-普法尔茨州的一个市镇。总面积10.29平方公里，总人口832人，其中男性421人，女性411人（2011年12月31日），人口密度81人/平方公里。